# Plamen Markov
Plamen Markov Markov (bolgár nyelven: Пламен Марков Марков) (Szevlievo, 1957. szeptember 11. –) bolgár válogatott labdarúgó, edző.

## Válogatott
Játékosként részt vett az 1986-os labdarúgó-világbajnokságon, edzőként a 2004-es Európa-bajnokságon.

## Sikerei, díjai
- CSZKA Szofija
  - Bolgár bajnok: 1979–80, 1980–81, 1981–82, 1982–83
  - Bolgár kupa: 1980–81, 1982–83, 1984–85